# Рейманн, Гельмут
Гельмут Рейманн (нем. Hellmuth Reymann; 24 ноября 1892, Нойштадт-ин-Обершлезиен — 8 декабря 1988, Гармиш-Партенкирхен) — немецкий офицер, генерал-лейтенант вермахта. Кавалер Рыцарского креста Железного креста с дубовыми листьями.

## Биография
Участник Первой мировой войны. В 1919 году демобилизован и поступил на службу в полицию. 15 сентября 1935 переведён в вермахт. С 1 октября 1938 года — командир 125-го пограничного пехотного полка, с 9 ноября 1939 года — 205-го пехотного полка 52-й пехотной дивизии. Участник Французской кампании и войны на Восточном фронте.
Летом 1942 года заболел и был отправлен в госпиталь. С 1 октября 1942 года — командир 212-й пехотной, с 1 октября 1943 года — 13-й авиаполевой дивизии. В 1944 году отличился в боях на Волхове и под Лугой. С 1 апреля 1944 года — командир 11-й пехотной дивизии. Отличился в боях за Ригу.
6 марта 1945 года назначен военным комендантом Берлинской оборонительной зоны, 22 апреля уволен Адольфом Гитлером с должности и назначен командующим несуществующей группой армий «Шпрее» (его сменил в должности Эрнст Кетер, которого почти сразу же сменил Эрих Беренфенгер, а того — Гельмут Вейдлинг).
7 мая 1945 года сдался американским войскам. В сентябре 1945 года освобождён. Последние годы провёл в г. Изерлон.

## Звание
- Лейтенант без патента (22 марта 1912), получил патент 22 июня 1912 года.
- Обер-лейтенант (18 августа 1917)
- Обер-лейтенант полиции (28 октября 1920 года)
- Гауптман полиции (13 июля 1921 года)
- Майор полиции (23 марта 1932)
- Майор Люфтваффе (1 августа 1935)
- Майор сухопутных войск (15 октября 1935)
- Оберст-лейтенант (1 октября 1936)
- Оберст (1 июня 1939)
- Генерал-майор (1 октября 1942)
- Генерал-лейтенант (15 мая 1943)

## Награды
- Железный крест
  - 2-го класса (16 сентября 1914)
  - 1-го класса (4 марта 1915)
- Королевский орден дома Гогенцоллернов, рыцарский крест с мечами (10 июня 1917)
- Почетный крест ветерана войны с мечами
- Медаль «За выслугу лет в Вермахте» 4-го, 3-го, 2-го и 1-го класса (25 лет)
- Застёжка к Железному кресту
  - 2-го класса (28 ноября 1939)
  - 1-го класса (18 июня 1940)
- Немецкий крест в золоте (22 ноября 1941)
- Медаль «За зимнюю кампанию на Востоке 1941/42»
- Рыцарский крест Железного креста с дубовыми листьями
  - рыцарский крест (5 апреля 1944)
  - дубовые листья (672; 28 ноября 1944)